# Diga di Oroville
La diga di Oroville è una diga muraria a gravità situata sul fiume Feather e situata a est della città di Oroville, in California. Con i suoi 235 m di altezza è la diga più alta negli Stati Uniti e serve principalmente per l'approvvigionamento idrico, la generazione di energia idroelettrica e il controllo delle inondazioni. La diga ha creato il lago omonimo, il secondo più grande lago artificiale nello stato della California, in grado di immagazzinare più di 4,3 miliardi di metri cubi di acqua.